# العلاقات التبتية المينغية

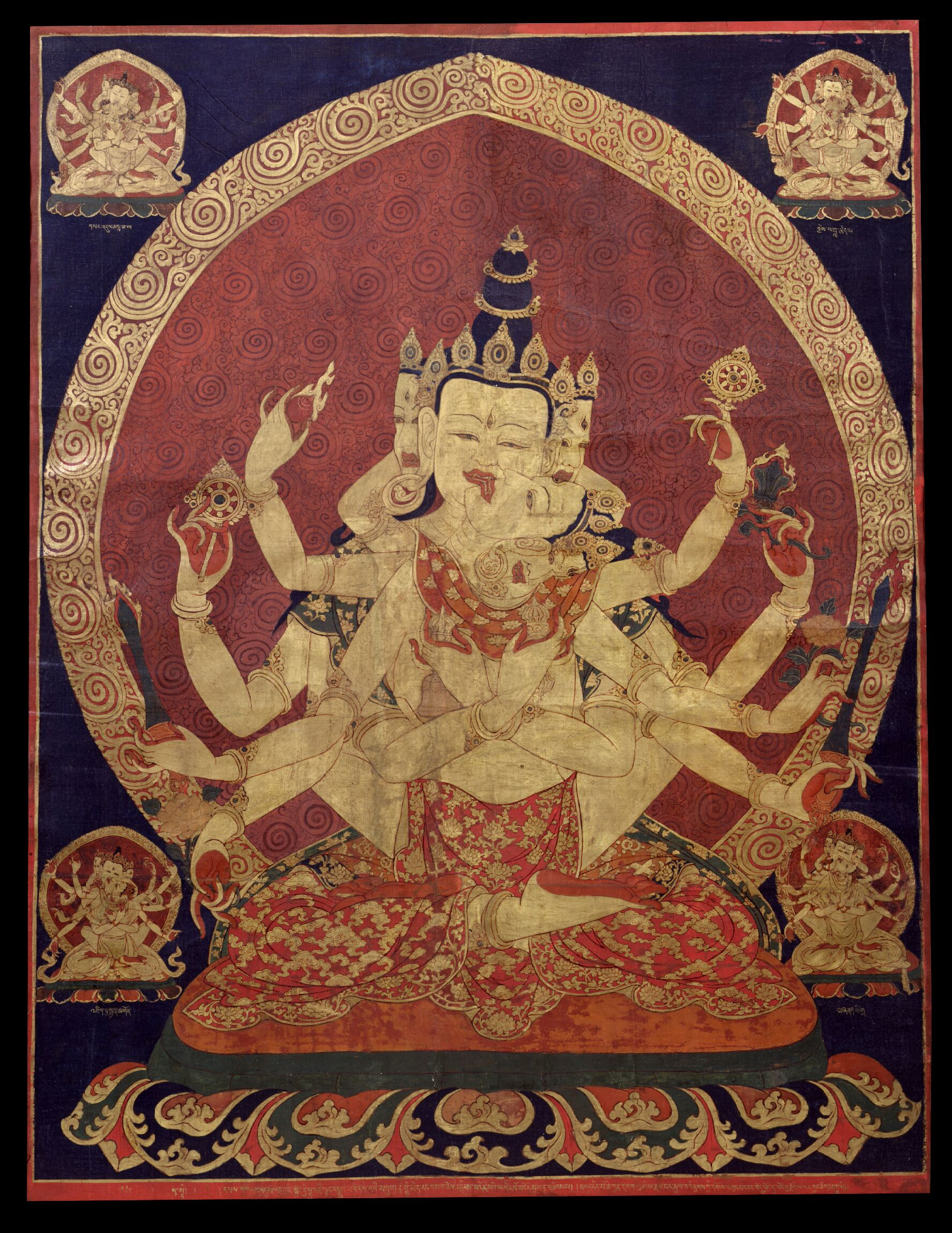
ثانغكا تبتية يعود تأريخها إلى القرن السابع عشر، تصوّر غوهياساماجا آكشوبيافاجرا Guhyasamaja Akshobhyavajra، وهما رمز إحدى المذاهب البوذية التبتية. وقد جمع بلاط مينغ الحاكم العديد من الصناعات التبتية (مثل الثانغكا)، التي كانت تُقدّم إلى أباطرة مينغ على شكل جزيات وضرائب من قبل التبتين، وفي المقابل مُنِحوا العطايا.

طبيعة العلاقات التبتية الصينية خلال عهد سلالة مينغ التي حكمت الصين ما بين الفترة المُمتدَّة من عام 1368م، حتى عام 1644م، غير واضحة على وجه الدقّة. ويزداد تعقيد تحليل ودراسة ماهية العلاقات بين الصين والتبت في تلك الفترة بسبب الصراعات السياسية الحديثة بين الطرفين، وبسبب تطبيق مبدأ السيادة أو ما يُعرف بمبدأ السيادة الويستفالية، إلى وقت لم يكن فيه هذا المبدأ القانوني الدولي قائمًا. يؤكد بعض باحثي البر الصيني مثل وانغ جياوي والباحثين التبتيين مثل نييما جاينكاين أن سلالة مينغ كانت ذات سيادة بلا منازع على التبت، مُشيرين إلى أن بلاط مينغ الحاكم خلع العديد من الألقاب الشرفية لقادة التبت، وقبول التبتيين الكامل لهذه الألقاب، إضافة إلى عمليات تجديد مميزات تلك الألقاب من قبل ورثة صاحب اللقب، التي كانت تنطوي على السفر إلى نانجينغ عاصمة مينغ. يجادل الباحثون الصينيون أيضًا بأن التبت كانت جزءًا لا يتجزأ من الصين منذ القرن الثالث عشر، وبالتالي كانت جزءًا من دولة مينغ المعروفة باسم إمبراطورية مينغ العظمى. لكن معظم الباحثين غير الصينين، مثل توريل في. وايلي، وملفين سي. غولدستين، وهلموت هوفمان، يقولون إن العلاقة كانت ذات طابع هيمنة شكلية، وأن سيادة مينغ على أرض الواقع كانت اسمية فقط، وأن التبت ظلت منطقة مستقلة ذات حكم ذاتي خارج سيطرة إمبراطورية مينغ، وإن كانت تدفع الضرائب لمينغ حتى عصر الإمبراطور جيا جينغ (1521-1566)، الذي قطع العلاقات مع التبت.
تشير بعض الدراسات إلى أن القادة التبتين انخرطوا في كثير من الأحيان في حروب أهلية إبّان حكم سلالة مينغ، وذهبت بعض الآراء إلى أن التبتيين جُرّوا إلى تلك الحروب البينية بسبب سياسة فرق تسد التي انتهجها المينغيون في التبت. دراسات أخرى تؤكد أن العلاقة بين الطرفين كانت مبنية على أساس مصلحي، ممثلًا بالجانب التجاري، منوهة إلى حاجة دولة مينغ إلى الخيول بسبب الحروب التي كانت تخوضها الأخيرة، وهو ما جعل تجارة الخيول مع التبت أمرًا فائق الأهمية لدى الصينيين الذين كانوا يشترونها من التبتيين بالشاي الصيني. وسعى التبتبون بحسب بعض الباحثين إلى إجراء علاقات دبلوماسية خاصة بهم مع بعض الدول المجاورة بعيدًا عن الهيمنة المينغية، وكانت علاقتهم بالنيبال شاهدة على ذلك المسعى. من جانب آخر، يُجادل باحثون آخرون بأن الطبيعة الدينية الهامة التي حكمت علاقات مينغ مع لامات التبت غير ممثلة بشكل كاف في دراسات العصر الحديث التي تناولت العلاقات بين الطرفين.
وتاريخيًا، بذل الإمبراطور يونغلي (حكم 1402-1424) جهدًا حثيثًا لبناء تحالف مدني وديني مع الزعيم التبتي الكارمابا لاما الخامس ديشين شيغبا (1384-1415) - كارمابا طائفة كارما كاغيو إحدى الطوائف الأربع الرئيسة في البوذية التبتية - آملًا إحياء العلاقة الفريدة التي ربطت الزعيم المغولي السابق قوبلاي خان (حكم 1260-1294) بمعلمه الإمبراطوري تشوغيال باغبا (1235-1280) زعيم طائفة ساكيا البوذية التبتية، إلا أن محاولات الإمبراطور يونغلي باءت بالفشل.
بدأت مينغ بغزو التبت عسكريًّا بحملات متقطعة في خلال القرن الرابع عشر، وهو تدخل لم يسفر عن إقامة أي حامية عسكرية دائمة لهم هناك. واختلف الردّ التبتي على تلك الغزوات التي جوبهت أحيانًا بمقاومة مسلحة منهم. قام الإمبراطور وانلي (حكم من 1572 إلى 1620) بمحاولات لإعادة العلاقات الصينية التبتية بعد أن تحالف قادة التبت مع المغول في عام 1578، وهو التحالف الذي نتج عنه تزاوج سياسي تمثل في دعم زعيم التبت الروحي الدالاي لاما - زعيم طائفة غيلوغ التبتية - وهو الأمر الذي أثر بشكل مباشر على السياسة الخارجية للصين إبّان حكم سلالة تشينغ التي انتهى إليها حكم الصين ما بين عامي 1644-1912. وبحلول نهاية القرن السادس عشر، وصل الحلف العسكري بين المغول والتبتيين إلى أعلى مستوياته، حيث كثف المغول من تواجدهم العسكري في مقاطعة آمدو شمالي شرق التبت المحاذية لمنغوليا الداخلية. وقد تُوِّج ذلك التحالف بغزو غوشي خان (1582-1655) للتبت ما بين عامي 1637-1642 حيث ساعد الدالاي لاما الخامس - الملقب بالخامس العظيم - من أن يوطّد حكمه في التبت ويقضي على أي منافس محتمل له، مؤسسًا بذلك نظام غاندين بودرانغ وهو النظام الذي جعل أصحاب القبعات الصفر - لقب يطلق على زعماء طائفة الغيلوغ - أعلى سلطة روحية وسياسية في التبت.

## خلفية تأريخية

### الإمبراطورية المغولية

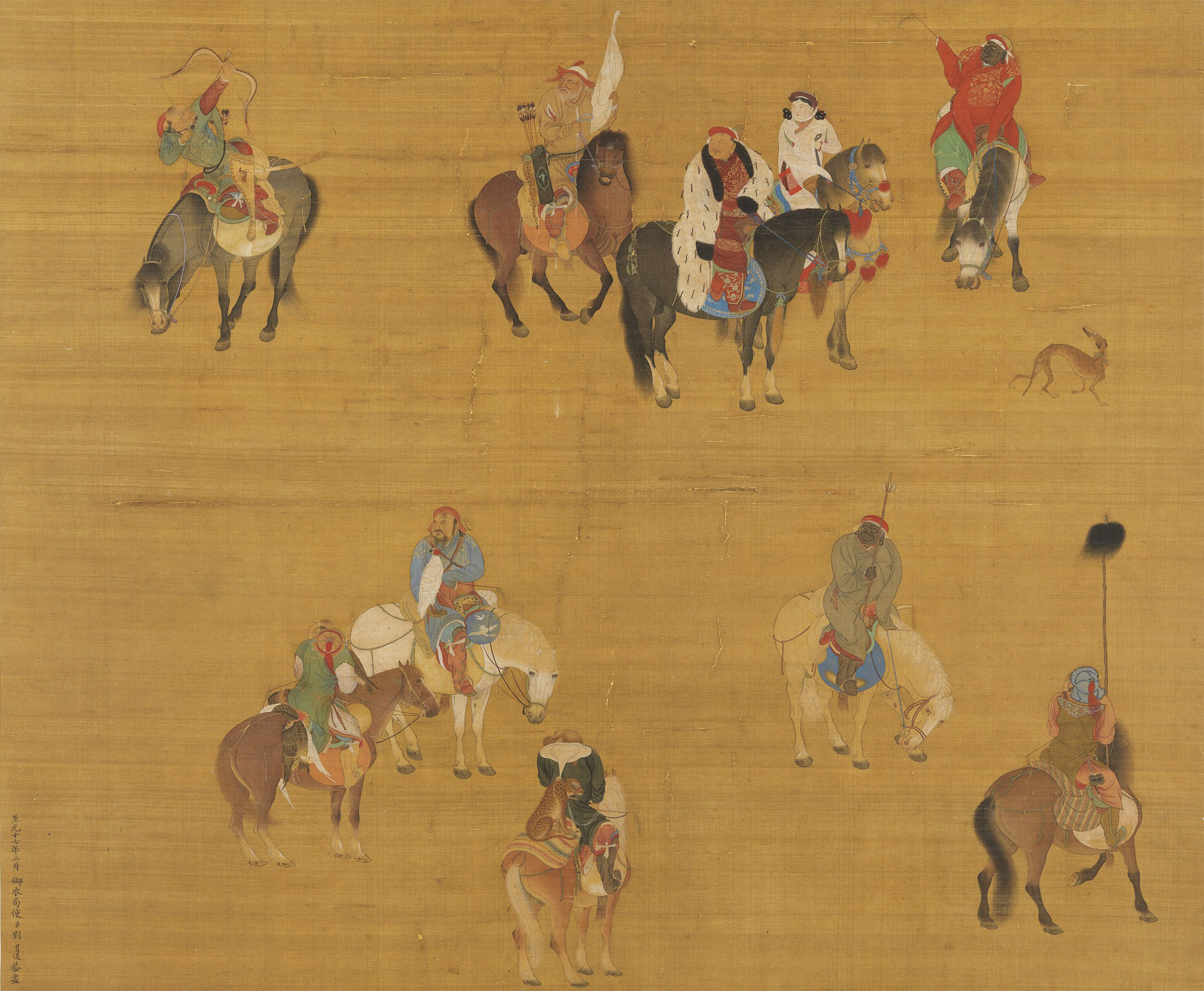
لوحة قوبلاي خان في رحلة صيد، لفنان البلاط الصيني ليو غوانداو، في عقد 1280 للميلاد.

مرت التبت بعصور مختلفة، حتى وصلت في منتصف الألفية الأولى إلى أن تصبح قوة منافسة للصين - إبّان حكم سلالة تانغ للصين (618-907) - في السيطرة على آسيا الداخلية. تنامي قوة التبت أدّى إلى يوقع أباطرة تانغ معاهدات سلام مختلفة مع ملوك التبت في ظل حكم سلالة يارلونغ (بالإنجليزية: Yarlung dynasty)، وبلغت تلك المعاهدات ذروتها في عام 821، حيث وُقِعت بين الطرفين معاهدة بموجبها حُدِّدت الحدود بين التبت والصين. إلّا أن أوضاع التبت اختلفت بعد أن انهارت الإمبراطورية التبتية في القرن التاسع للميلاد.

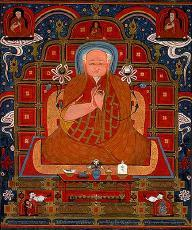
عُيِّن اللاما باغبا، وهو أحد مؤسسي مدرسة ساكيا البوذية التبتية، كمعلم إمبراطوري ومنحه الحاكم المغولي قوبلاي خان (حكم 1260-1294) السلطة على التبت.

وفي نفس الفترة تقريبًا، أي خلال ظهور الأسر الخمس والممالك العشر الصينية (907-960)، شهدت الصين اضطرابًا وتمزقًا جغرافيًّا وانقسامًا سياسيًّا بسقوط أسرة تانغ خلف ظهور خمس أسر صينية متصارعة عُرفت باسم الأسر الخمس، إضافة إلى قيام عشر ممالك اقتطعت كل واحدة جزءًا من الصين وسيطرت عليه (بعض الباحثين يعدونها 12 مملكة)، وهو عصر انحطاط وتجزؤ في الصين، يُعده الباحثون اليوم هو الأطول في تاريخ الإمبراطورية الصينية. لم تظهر خلال فترة التمزق السياسي الصيني أي تهديد صيني للتبت التي كانت هي الأخرى تعاني من فوضى سياسية مماثلة، وفي تلك الظروف والفترات، وصلت العلاقات الصينية التبتية إلى مستوى متواضع للغاية. ومن تلك العلاقات، هناك بعض الوثائق ذات الصلة بالاتصالات الصينية التبتية إبّان حكم سلالة سونغ (960-1279). صبت سلالة سونغ جل اهتمامها نحو مكافحة الأعداء في شمال الصين، مثل قبائل الخيطان الذين أسسوا دولة حُكِمت من قبل سلالة لياو (907-1125) وقبائل الجورشن الذين أسسوا هم الأخر دولة حكمتها سلالة جين (1115-1234).
في عام 1207، غزا الحاكم المغولي جنكيز خان (حكم 1206-1227) قبائل تانغوت الذين كانت لهم دولة في شيا الغربية (1038-1227)، حيث قام بإخضاعهم لسيطرة دولته. وفي العام نفسه، أقام علاقات دبلوماسية مع التبت بإرسال مبعوثين هناك. أثار غزو شيا الغربية الذعر لدى الزعماء التبتيين، الذين بادروا إلى دفع الضرائب للمغول. إلّا أن توقفهم عن دفع الجزية بعد وفاة جنكيز خان، دفع خليفته أوقطاي خان (حكم 1229-1241) إلى غزو التبت.
استمرت الغزوات المغولية، حيث اجتاح حفيد جنكيز خان الأمير المغولي غودان (بالإنجليزية: Godan Khan)، التبت حتى وصل إلى لاسا. خلال هجومه عام 1240، استدعى الأمير غودان الراهب التبتي ساكيا بانديتا (1182-1251)، زعيم مدرسة ساكيا في البوذية التبتية، إلى محاكمه في ما يعرف الآن بقانسو في شمال غرب الصين. ومع خضوع ساكيا بانديتا إلى غودان في عام 1247، جرى إعلان التبت رسميًا أرضًا تحت سيطرة الإمبراطورية المغولية خلال فترة حكم توراكينا خاتون (1241-1246). يرى الباحث القانوني الدولي الهولندي مايكل سي. فان والت فان براغ (بالهولندية: Michael C. van Walt van Praag) أن غودان بالمقابل منح سلطة رمزية لساكيا بانديتا على التبت التي كانت لا تزال مجزأة سياسيًا، مشيرًا إلى أن «هذا الاندماج كان له تأثير ضئيل في الواقع»، ولكنه كان مهمًا من حيث أنه أنشأ علاقة «الراهب-الراعي» الفريدة بين أباطرة المغول ولامات التبت.

## المناقشات العلمية الحديثة حول العلاقات بين التبت والمينغ

### تكريم وتبادل الشاي للخيول

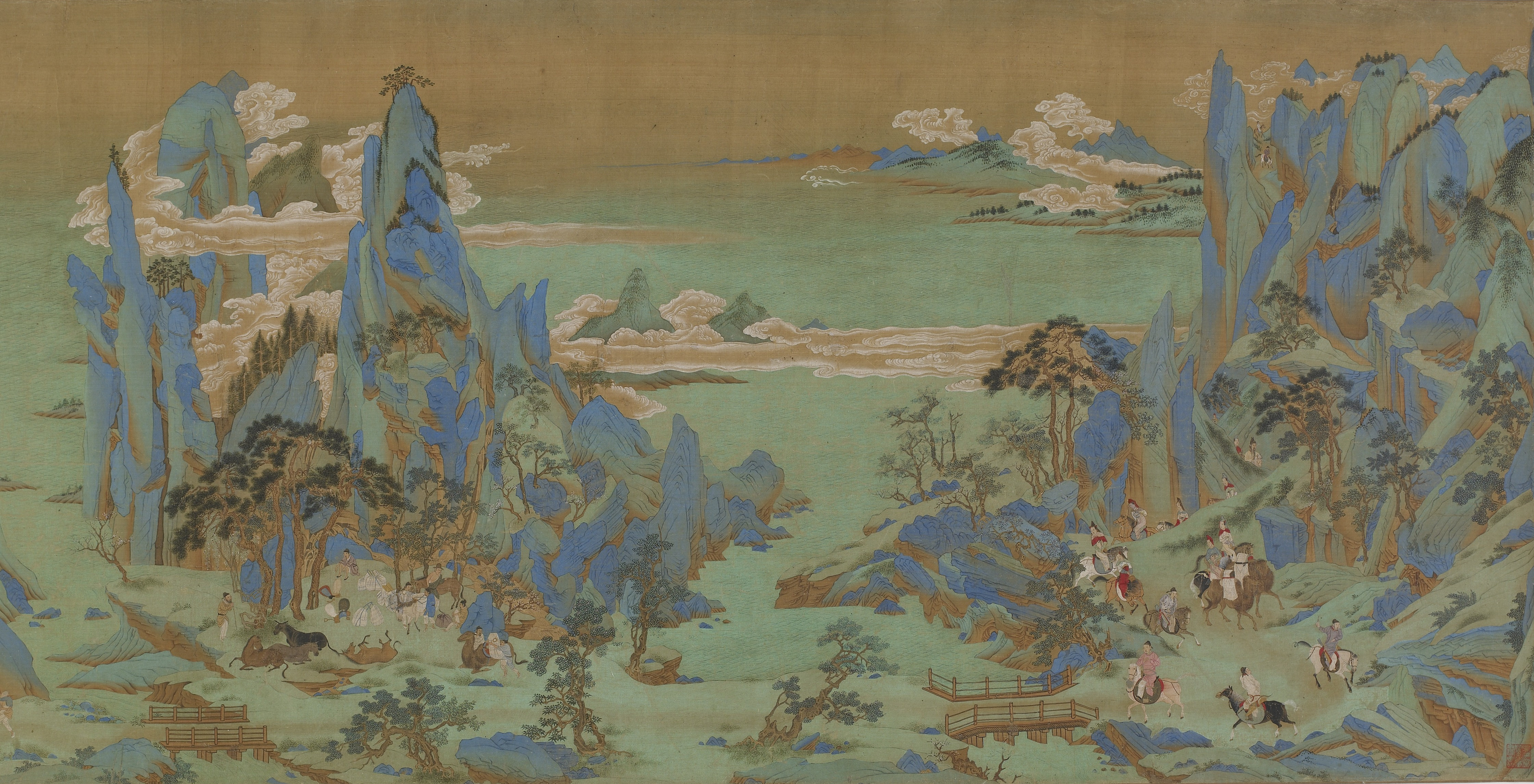
لوحة لسلالة المينغ المنقرضة بعد تشيو ينغ تظهر الإمبراطور شوانزونغ إمبراطور تانغ (حكم 712-756) يهرب من ثورة آن لوشان مع بلاطه على ظهور الخيل؛ كانت سلالة المينغ في حاجة إلى خيول لمواجهة الجيوش المنغولية في الشمال، وبالتالي أصبحت تجارة استيراد الخيول التبتية مقابل الشاي الصيني مكسباً كبيرًا لسلالة المينغ.

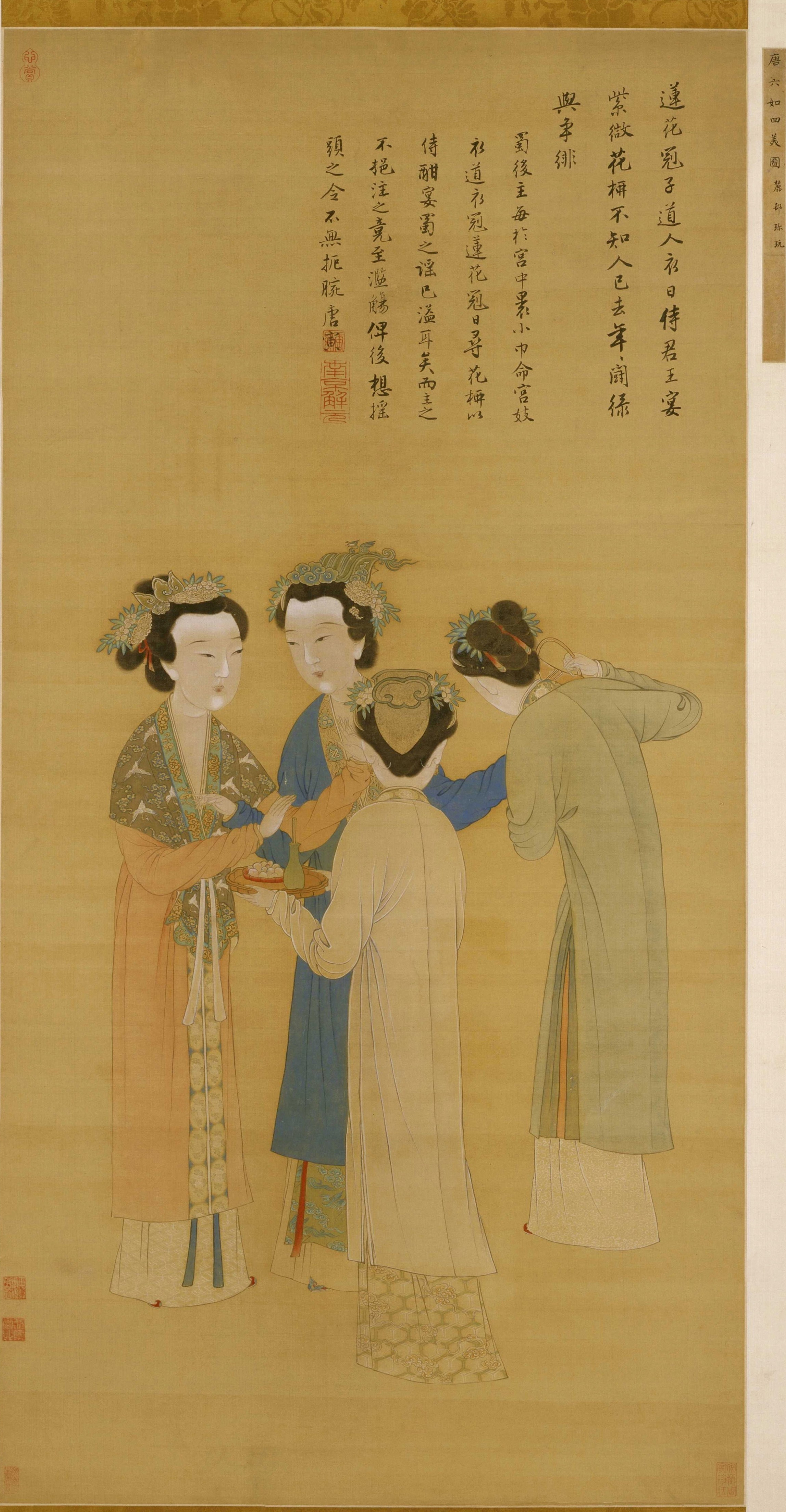
السيدات المحجبات يرتدين الفساتين الحريرية، بقلم تانغ ين (1470-1524) ؛ منحت سلالة المينغ هدايا إلى التبتيين مثل الملابس والمفروشات الحريرية، بينما كانت تخدم أيضًا البوذيين التبتيين من خلال دمج الشعارات البوذية الرمزية في تصاميم الحرير.

كتب تساي أنه بعد وقت قصير من الزيارة التي قام بها ديشين شيغبا، أمر إمبراطور يونغل ببناء طريق ومراكز تجارية في الأماكن العليا لنهري يانغتسي وميكونغ من أجل تسهيل التجارة مع التبت في الشاي والخيول والملح. مر طريق التجارة عبر سيتشوان وعبر مقاطعة شانغريلا في يونان. يؤكد وانغ ونيما أن هذه «التجارة ذات الصلة بالإشادة» التي تبادلها المينغ الشاي الصيني بخيول التبت - أثناء منح مبعوثي التبت وتجار التبت إذنًا صريحًا للتجارة مع التجار الهان الصينيين - «عززت حكم سلالة المينغ على التبت». لاحظ روسابي وسبيرلنغ أن هذه التجارة في خيول التبت للشاي الصيني كانت موجودة قبل فترة طويلة من عهد المينغ. يقول بيتر سي بيردو أن وانغ آنشي (1021-1086)، مدركًا أن الصين لا تستطيع إنتاج ما يكفي من الخيول ذات القدرة العسكرية، كان يهدف أيضًا إلى الحصول على خيول من آسيا الداخلية مقابل الشاي الصيني. احتاج الصينيون إلى الخيول ليس فقط لسلاح الفرسان ولكن أيضًا كحيوانات لجر عربات الإمداد بالجيش. كان التبتيون بحاجة إلى الشاي الصيني ليس فقط كمشروب مشترك ولكن أيضًا كمكمل للمراسم الدينية. فرضت حكومة المينغ احتكارًا على إنتاج الشاي وحاولت تنظيم هذه التجارة مع الأسواق التي تشرف عليها الدولة، لكنها انهارت في عام 1449 بسبب الإخفاقات العسكرية والضغوط البيئية والتجارية الداخلية على المناطق المنتجة للشاي.
يذكر فان براغ أن سلالة المينغ أنشأت وفودًا دبلوماسية مع التبت لمجرد تأمين الخيول التي كانت بمس الحاجة إليها. يجادل وانغ ونيما بأن هذه لم تكن وفود دبلوماسية على الإطلاق، وأن مناطق التبت كانت خاضعة لحكم المينغ منذ منح قادة التبت مناصب كمسؤولين من المينغ، وأن الخيول تم جمعها من التبت كضريبة «عمل غير مدفوع الأجر» إلزامية، وبالتالي كان التبتيون «متعهدين بالشؤون الداخلية، وليس الدبلوماسية الأجنبية». كتب سبيرلنغ أن المينغ اشتروا الخيول في وقت واحد من منطقة خام أثناء محاربة القبائل التبتية في أمدو واستقبال الممثلين التبتيين في نانجينغ. كما يجادل بأن ممثلين اللامات التبتية التي تزور سلالة المينغ كانت في معظمها جهودًا للترويج للمعاملات التجارية بين حاشية اللامات الكبيرة والأثرياء والتجار والمسؤولين الصينيين من المينغ. كتب كولماس أنه في حين حافظ المينغ على سياسة عدم التدخل تجاه التبت وقصر عدد الحواشي التبتية، سعى التبتيون إلى الحفاظ على علاقة رافدة مع المينغ لأن المحسوبية الإمبريالية وفرت لهم الثروة والقوة. يكتب ليرد أن التبتيين طلبوا بفارغ الصبر إغراءات من سلالة المينغ لأن الهدايا التي حصل عليها التبتيون لإشادة الجزية كانت أكبر بكثير من تلك الأخيرة. بالنسبة لهدايا الإمبراطور يونغلي إلى التبتيين والنيباليين مثل الأواني الفضية، وآثار بوذا، وأواني المعابد البوذية والاحتفالات الدينية، والعباءات والجلباب للرهبان، يكتب تساي «في جهوده لجذب الدول المجاورة إلى حكم المينغ حيث أنه يمكن أن يستمتع بالمجد، كان الإمبراطور يونغلي على استعداد تام لدفع مبالغ قليلة». يدرج المكتب الإعلامي لمجلس الدولة في جمهورية الصين الشعبية مكونات الجزية التبتية مثل الثيران والخيول والجمال والأغنام ومنتجات الفراء والأعشاب الطبية والبخور التبتي والثانككاس (لوحة بوذية تبتية على القطن أو الحرير) والحرف اليدوية؛ بينما منحت المينغ لحائزي الجزية التبتيين قيمة مساوية من الذهب والفضة والساتان والمقصب ومسامير من القماش والحبوب وأوراق الشاي. ورش الحرير أثناء المينغ قدمت أيضًا خدماتها خصيصًا لسوق التبت من خلال الملابس الحريرية والمفروشات التي تتميز بالشعارات البوذية التبتية.
بينما تبادلت سلالة المينغ الخيول مع التبت، فقد أيدت سياسة حظر الأسواق الحدودية في الشمال، والتي يعتبرها ليرد محاولة لمعاقبة المغول على غاراتهم و "طردهم من حدود الصين"". ومع ذلك، بعد ألتان خان (1507-1582) - زعيم تومود المغولية الذين أطاحوا هيمنة اتحاد الأويرات المونغولية على السهول - سلامًا مع سلالة المينغ عام 1571، أقنع المينغ بإعادة فتح أسواقهم الحدودية عام 1573. حيث قدم للصينيين إمدادات جديدة من الخيول التي كانت متوفرة لدى المغول. كان ذلك أيضًا مصدر ارتياح للمينغ، حيث أنهم لم يتمكنوا من منع المغول من الغارات المتكررة. يقول ليرد إنه على الرغم من ذلك أن المغول في وقت لاحق اعتقدوا أن ألتان خان أجبر المينغ على اعتباره متساوياً لهم، يجادل المؤرخون الصينيون أنه ببساطة مواطن صيني مخلص. بحلول عام 1578، شكل ألتان خان تحالفًا منغوليًا وتبتيًا هائلاً مع الغيلوغ الذي رآه المينغ من بعد دون تدخل.

### التدخل المسلح واستقرار الحدود
كتبت باتريشيا باكلي إبري أن التبت، مثل مملكة جوسون والدول المجاورة الأخرى للمينغ، استقرت على وضعها رافدًا بينما لم يكن هناك جنود أو حكام من المينغ الصينيين معسكرين في أراضيها. يكتب ليرد أنه "بعد أن غادرت القوات المغولية التبت، لم تستبدلهم قوات المينغ"". صرح وانغ ونيما أنه على الرغم من امتناع المينغ عن إرسال قوات لإخضاع التبت، امتنعوا عن إرسال حامية عسكرية للمينغ هناك، فإن هذه الإجراءات كانت غير ضرورية طالما أيدت سلالة المينغ العلاقات الوثيقة مع التبتيين وقواتهم. ومع ذلك، كانت هناك حالات في القرن الرابع عشر عندما استخدم الإمبراطور هونغوو القوة العسكرية لقمع الاضطرابات في التبت. يكتب جون جي انجلوا أنه كانت هناك اضطرابات في التبت وغرب سيتشوان، والتي تم تكليف الجنرال مو ينغ (沐英) بقمعها في نوفمبر 1378 بعد أن أسس حامية تاوتشو في قانسو. يشير جون جي انجلوا إلى أنه بحلول أكتوبر 1379، كان مو ينغ قد أسر 30.000 سجين من التبت و200.000 حيوان مستأنس. لكن الغزو سار في كلا الاتجاهين. أمر الجنرال مينغ كو نينغ، تحت قيادة لان يو، بصد هجوم التبت على سيتشوان في عام 1390.
لاحظ تشو شوانغ (أمير مين تشين)، نجل الإمبراطور هونغو، قيام أحد أمراء المينغ بعمل سلوك مشين ضد التبتيين، بإخصاء بعض الأولاد التبتيين وضبط النساء التبتيات تحت تأثير المخدرات، بعد حرب ضد الأقلية التبتية. بعد وفاته في عام 1395 إما من جرعة زائدة من المخدرات أو السموم الممزوجة بدواءه، قام تشو شوانغ بتوبيخ والده بعد وفاته بسبب أعمالة، بما في ذلك تلك التي كانت ضد أسرى الحرب التبتيين (التي تنطوي على ذبح ما يقرب من ألفي أسير).

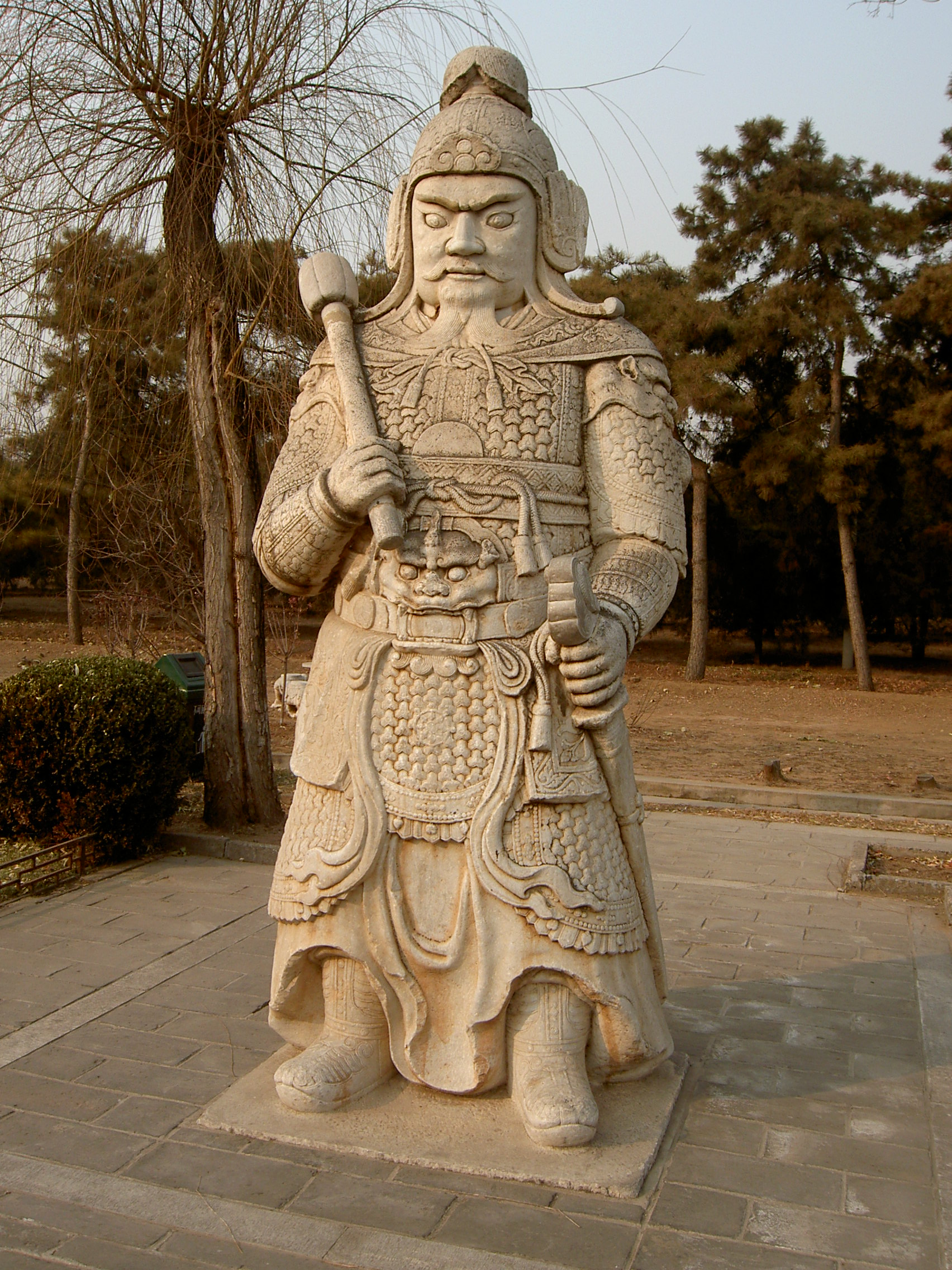
حارس مسلح ومدرع من مقابر مينغ

ركزت المناقشات الإستراتيجية في منتصف سلالة المينغ في المقام الأول على استعادة منطقة أوردوس، التي استخدمها المغول كقاعدة حشد لشن غارات على المينغ الصينيين. يذكر نوربو أن سلالة المينغ، التي كانت منشغلة بالتهديد المغولي للشمال، لم تستطع تجنيب قوات مسلحة إضافية لفرض أو دعم مطالبتها بالسيادة على التبت؛ بدلاً من ذلك، اعتمدوا على «الأدوات الكونفوشية لعلاقات الجزية» في تكديس عدد غير محدود من الخطابات والهدايا على لامات التبت من خلال الأعمال الدبلوماسية. يذكر سبيرلنغ أن العلاقة الدقيقة بين المينغ والتبت كانت «المرة الأخيرة التي تعين فيها على الصين الموحدة التعامل مع التبت المستقلة»، وأن هناك احتمالًا للصراع المسلح على حدودها، وأن الهدف النهائي لسياسة المينغ الخارجية لم تكن إخضاع التبت، بل «تجنب أي نوع من التهديد التبتي»". يرى كريستيان كليجر أن رعاية سلالة المينغ للامات التبت العالية" تم تصميمه للمساعدة في استقرار المناطق الحدودية وحماية طرق التجارة"."
يجادل المؤرخان لوسيانو بيتيك وساتو هيساشي بأن المينغ أيدت سياسة "فرق تسد" تجاه التبت الضعيفة والممزقة سياسياً بعد سقوط نظام ساكيا. كتب تشان أن هذه ربما كانت الاستراتيجية المحسوبة للإمبراطور يونغلي، لأن الرعاية الحصرية لطائفة تبتية واحدة كانت ستعطيها الكثير من القوة الإقليمية. لم يجد سبيرلنغ أي دليل نصي في المصادر الصينية أو التبتية لدعم هذه الأطروحة الخاصة بـ لوسيانو بيتيك وساتو هيساشي. يؤكد نوربو أن أطروحتهم تستند إلى حد كبير إلى قائمة خطابات المينغ الممنوحة للامات التبت بدلاً من "التحليل المقارن للتطورات في الصين والتبت"". يذكر روسابي أن هذه النظرية "تنسب الكثير من النفوذ الصيني"، مشيرًا إلى أن التبت كانت منقسمة سياسياً بالفعل عندما بدأت سلالة المينغ. حسم روسابي أيضًا نظرية "فرق تسد" على أساس محاولة الإمبراطور يونغلي الفاشلة لبناء علاقة قوية مع كارمابا الخامس - وهو ما كان يأمل أن يوازي علاقة قوبلاي خان السابقة مع الزعيم الخامس لمدرسة ساكيا للبوذية التبتية. بدلاً من ذلك، اتبع الإمبراطور يونغلي نصيحة كارمابا في رعاية العديد من لامات التبت المختلفة.

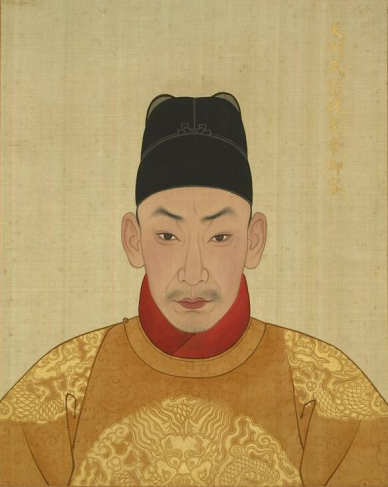
الإمبراطور تشنغد (1505–1521)

تذكر جمعية الدراسات الآسيوية أنه لا يوجد دليل مكتوب معروف يشير إلى أن قادة غيلوغ لاحقًا - غيندون دروب (1391–1474) وغيندون غياتسو (1475–1571) - كان لديهم أي اتصالات مع المينغ الصينيين. كان هذان الزعيمان الدينيان منشغلين باهتمام كبير بالتعامل مع أمراء رينبونجبا العلمانيين الأقوياء، الذين كانوا رعاة وحماة كارما كارغيو لاماس. كان قادة رينبونجبا من أقارب فاغ مودرابا، إلا أن سلطتهم تحولت بمرور الوقت من حكام بسيطين إلى حكام في مناطقهم الخاصة من تسانغ. احتل أمير رينبونغ لاسا عام 1498 واستبعد قادة غيلوغ من حضور احتفالات رأس السنة وصلواته، وهو الحدث الأهم في غيلوغ. بينما مُنحت مهمة صلاة رأس السنة الجديدة في لاسا لكارمابا وآخرين، سافر غيندون غياتسو مغترباً بحثًا عن حلفاء. ومع ذلك، لم يكن حاكم فاغ مودرابا العلماني قد استولى على رينبونغ من لاسا حتى عام 1518، وبعد ذلك تم منح غيلوغ الحق في أداء صلاة رأس السنة الجديدة. عندما هدد حاكم دريكونغ كاغيو حاكم دريكونغ لاسا في 1537، اضطر غيندون غياتسو إلى التخلي عن حكم دريبونغ، على الرغم من عودته في النهاية.
سمع الإمبراطور تشنغد (حكم 1505-1521)، الذي استمتع بصحبة شراكة اللامات في حكمه على الرغم من احتجاجات الرقابة، حيث كان يرغب في استضافة «تعلم البوذا» في عاصمة المينغ؛ لم يكن هذا سوى مقر وحصن مدعوم من كارمابا لاما الثامن ثم احتلال لاسا. بذل كبار مستشاري تشنغده كل محاولة لإقناعه عن دعوة هذا اللاما إلى العاصمة، بحجة أن البوذية التبتية كانت غير تقليدية وغير متجانسة. على الرغم من احتجاجات السكرتير الكبير ليانغ تشو، في عام 1515، أرسل الإمبراطور تشنغد مسؤله المخصي ليو يون من مستشاري القصر في مهمة لدعوة هذا الكارمابا إلى بكين. قاد ليو أسطولًا من مئات السفن التي تم الاستيلاء عليها على طول نهر اليانغتسي، حيث استهلك 2835 جرامًا (100 أونصة) من الفضة يوميًا في نفقات الطعام بينما كان يتمركز لمدة عام في تشنغدو في سيتشوان. بعد شراء الهدايا اللازمة للمهمة، غادر بقوة فرسان قوامها حوالي 1000 جندي. عندما تم تسليم الطلب، رفض الكارمابا لاما مغادرة التبت على الرغم من إحضار قوة المينغ لإجباره. شن الكارمابا كمينًا مفاجئًا على معسكر ليو يون، حيث استولى على جميع السلع والأشياء الثمينة أثناء قتل أو إصابة نصف مرافقي ليو يون بالكامل. بعد هذا الفشل الذريع، هرب ليو بحياته، لكنه عاد إلى تشنغدو بعد عدة سنوات ليجد أن الإمبراطور تشنغد قد مات.

## التحالف المنغولي التبتي

### ألتان خان والدالاي لاما

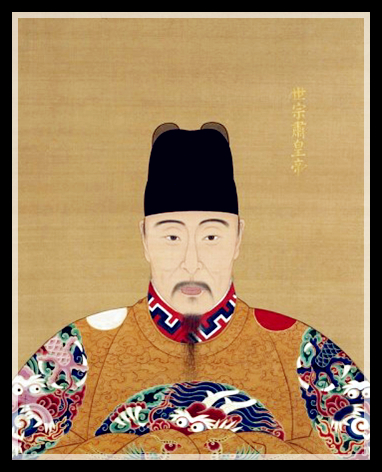
الإمبراطور جيا جينغ (حكم بين 1521-1567).

في عهد الإمبراطور جيا جينغ (الذي حكم بين 1521-1567)، تمت رعاية الإيديولوجية الصينية الأصلية للطاوية بالكامل في بلاط مينغ في حين تم تجاهل وقمع الفاجرايانا التبتية والبوذية الصينية، حتى أن تاريخ مينغ يذكر أن اللامات التبتيين قاموا بإيقاف رحلاتهم إلى مينغ في الصين وبلاطها في هذه المرحلة. صمم الأمين العام يانغ تينغي تحت قيادة جيا جينغ على كسر تأثير المخصيين في البلاط وهو الأمر الذي ميز عصر تشنغدي، وأحد الأمثلة على ذلك هو الحراسة الباهظة التكلفة للمخصي ليو يون كما هو موضح أعلاه في مهمته الفاشلة إلى التبت. كان المخصيون في البلاط يؤيدون توسيع وبناء علاقات تجارية جديدة مع دول أجنبية مثل البرتغال، وهو الأمر الذي اعتبره تشنغدي مسموحًا به بسبب وجود تقارب لديه مع الأجانب والغرباء.
مع وفاة تشنغدي وتولي جيا جينغ للحكم تحولت السياسة في المحكمة لصالح المؤسسة الكونفوشيوسية الجديدة التي لم تقم فقط برفض سفارة فرنياو بيريس دي أندرادي البرتغالية (توفي عام 1523)، بل وكان لديها عداء مسبق تجاه البوذية التبتية واللاماس (الكهنة). كتبت إيفلين س. راوسكي، وهي أستاذ في قسم التاريخ في جامعة بيتسبرغ، أن علاقة المينغ الفريدة مع أساقفة التبت قد انتهت أساسًا بتولي جيا جينغ للحكم بينما استبدل المغول سلطة مينغ في منطقة أمدو.
كما ساعدت سلالة مينغ الصينية عمدًا على نشر البوذية التبتية بدلًا من البوذية الصينية بين المغول وساعد المينغ  ألتان خان، وهو ملك مغول توميد، عندما طلب المساعدة في نشر اللامية.
وفي غضون ذلك، بدأ مغول التوميد بالانتقال إلى منطقة كوكونور (تشينغهاي الحديثة)، مداهمين بذلك حدود مينغ الصينية وصولًا حتى إلى ضواحي بكين التي تحت حكم ألتان خان (1507-1582). كتب كليجر أن وجود ألتان خان في الغرب قلل بشكل فعال من تأثير مينغ اتصالها مع التبت وبعد أن عقد ألتان خان سلامًا مع سلالة مينغ عام 1571، قام بدعوة الزعيم الثالث للجيلوج سونام جياستو (1543-1588)، لمقابلته في أمدو (تشينغهاي الحديثة) عام 1578، حيث قام بمنحه عن غير قصد واثنين من أسلافه لقب الدالاي لاما -«معلم المحيط»-. لقد كان اللقب الكامل هو «دالاي لاما فاجرادهارا» و«فاجرادهارا» تعني «حامل الصاعقة» باللغة السنسكريتية وتشير فيكتوريا هاكينباهلر إلى أن البوذيين يعتبرون فاجرادهارا بمثابة بوذا الأساسي الذي يحمل الصفات المهيمنة المفيدة التي لا حدود لها وهو كائن «يمثل الجانب الأسمى للتنوير». وكتب غولدشتاين أن سونام غياتسو عزز أيضًا مكانة ألتان خان بمنحه لقب «ملك الدين، النقاء المهيب». وكتبت راوسكي أن الدالاي لاما اعترف رسميًا بـألتان خان كـ «حامي الإيمان».

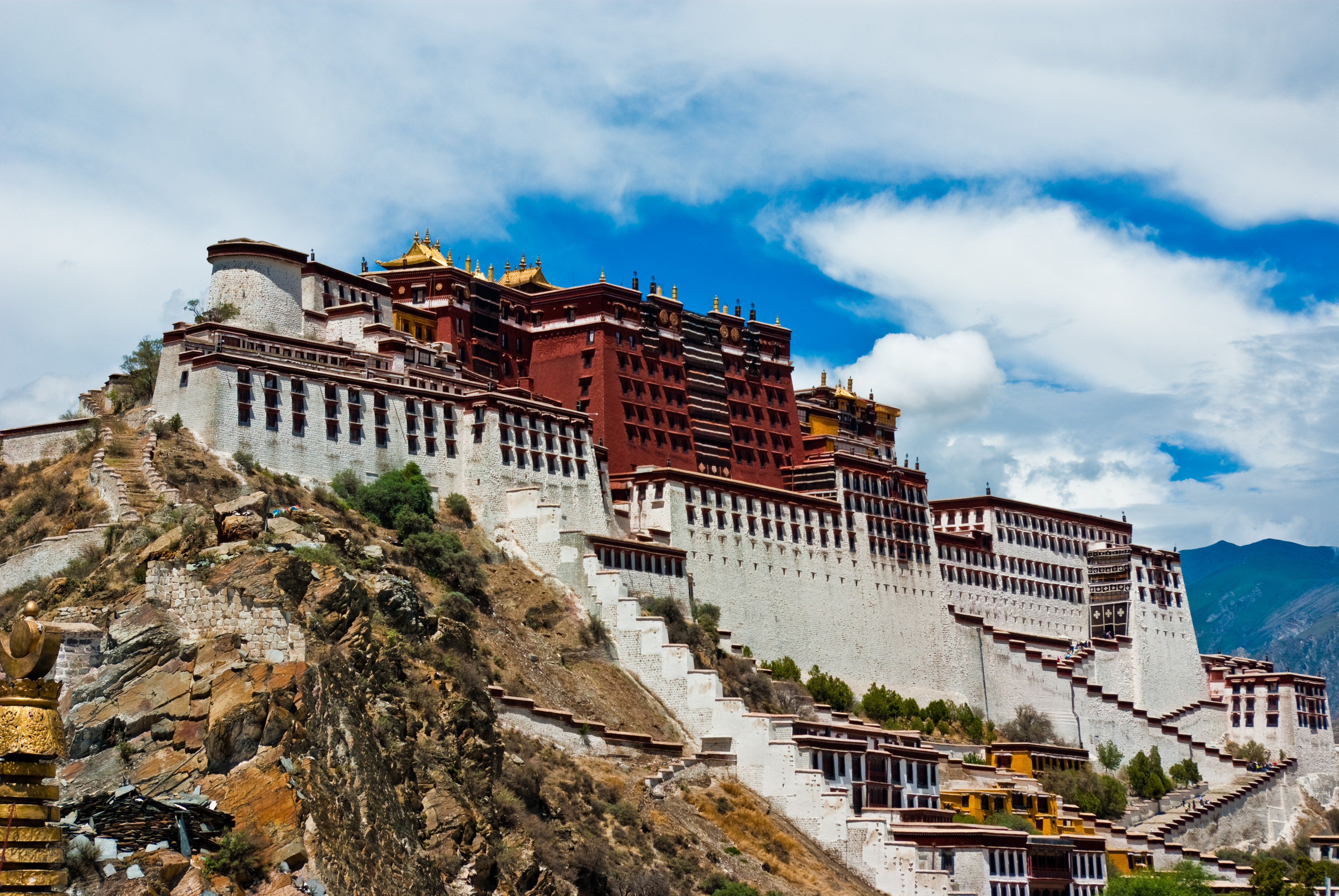
أصبح قصر بوتالا في لاسا المقر الرئيسي للدالاي لاما بدءًا من الدالاي لاما الخامس.

يكتب ليرد أن ألتان خان قد ألغى ممارسات المغول الأصلية للشامانية والتضحية بالدم، في حين أنه قد أجبر أمراء وتابعي المغول على التحول إلى بوذية جيلوج أو مواجهة الإعدام إذا استمروا بمناهجهم الشامانية. بدأ الأمراء المغول، التزاما إلى زعيمهم الديني، يطلبون من الدالاي لاما أن يمنحهم ألقابا وهو الأمر الذي يدل على «الاندماج الفريد للسلطة الدينية والسياسية»، الذي يمارسه الدالاي لاما بحسب ما يكتبه ليرد. ويذكر كولماش أنه قد تم تجديد التحالف الروحي والعلماني المنغولي التبتي في القرن الثالث عشر بواسطة هذا التحالف الذي بناه ألتان خان وسونام جياتسو. وكتب فان براغ أن هذا أعاد الرعاية الأصلية للمغول لاما التبت و«حتى يومنا هذا، كان المنغوليون من بين أتباع جلوجبا والدالاي لاما الأكثر إخلاصًا.» كتبت أنجيلا ف. هاورد أن هذه العلاقة الفريدة لم تزود الدالاي لاما والبانتشن لاما بالسلطة الدينية والسياسية في التبت فحسب، بل اكتسب ألتان خان «قوة هائلة بين جميع السكان المغول.» كتب فان براغ أن هذا قد أعاد الرعاية الأصلية للمغول على لاما التبت و«حتى يومنا هذا يعتبر المنغوليون من بين أتباع جلوجبا والدالاي لاما.» وكتبت أنجيلا ف. هاورد أن هذه العلاقة الفريدة لم تزود الدالاي لاما والبانتشن لاما بالسلطة الدينية والسياسية في التبت فحسب، بل واكتسب ألتان خان «قوة هائلة بين جميع سكان المغول»."
كتبت راوسكي أن تحول ألتان خان إلى جيلوج «يمكن تفسيره على أنه محاولة لتوسيع سلطته في صراعه مع رئيسه تومين خان.» ولتعزيز التحالف المنغولي - التبتي تم منح حفيد ألتان خان يونتين غياتسو (1589-1616)- لقب الدالاي لاما الرابع وفي عام 1642، أصبح الدالاي لاما الخامس (1617-1682) أول من مارس سيطرة سياسية فعالة على التبت.

### الاتصال بسلالة مينغ

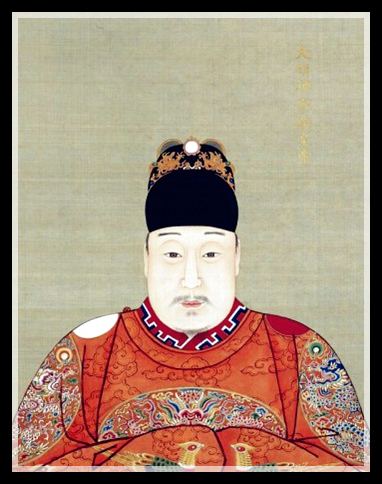
الإمبراطور وانلي (حكم 1572–1620)

غادر سونام جياتسو إلى التبت بعد أن حصل على لقب فخم من أتلان خان، وقبل مغادرته بعث برسالة وهدايا إلى المسؤول الصيني مينغ  تشانغ جوزهينج (1525-1582) الذي وصل في 12 مارس 1579. في وقت ما في أغسطس أو سبتمبر من ذلك العام تلقى ممثل سونام جياتسو المتمركز مع ألتان خان خطاب عودة وهدية من الإمبراطور وانلي (الذي حكم من 1572-1620) والذي منح أيضًا سونام جياتسو لقبًا وكان هذا أول اتصال رسمي بين الدالاي لاما وحكومة صينية. ومع ذلك يذكر ليرد أن الدالاي لاما قد رفض العرض عندما دعاه وانلي إلى بكين بسبب التزام سابق على الرغم من أنه كان على بعد 400 كم (250 ميل) فقط من بكين. ويضيف ليرد أن «قوة إمبراطور مينغ لم تصل بعيدًا في ذلك الوقت.» تنص سيرة سونام جياتسو، وعلى الرغم من عدم تسجيلها في أي سجلات صينية رسمية، على أن وانلي قد أعطى سونام جياتسو ألقابا مرة أخرى في عام 1588، ودعاه إلى بكين للمرة الثانية، لكن سونام جياتسو لم يتمكن من زيارة الصين حيث توفي في نفس العام في منغوليا وهو يعمل مع نجل ألتان خان لتعزيز انتشار البوذية.
ذكرت صحيفة تشاينا ديلي عن الدالاي لاما الثالث أن «سلالة مينغ قد أعطته ميزة خاصة من خلال السماح له بالتعبير عن تقديره.» تذكر الصحيفة أن سونام جياتسو قد منح لقب دورجيشانغ أو فاجرادهارا دالاي لاما عام 1587، ولكنها لا تذكر من قام بمنحه اللقب. دون التطرق الى دور المغول، ذكرت صحيفة تشاينا ديلي أن سلالة تشينغ المتعاقبة هي التي أسست لقب الدالاي لاما وقوته في التبت: «في عام 1653 منح إمبراطور تشينغ لقبًا فخريًا للدالاي لاما الخامس ثم فعل الأمر نفسه بالنسبة إلى البانتشن لاما الخامس عام 1713، وهو الأمر الذي أسس رسميًا القاب الدالاي لاما والبانتشن ارديني  ووضعهم السياسي والديني في التبت. »
يذكر تشين أن الدالاي لاما الرابع يونتن جياتسو قد حصل على لقب «سيد فاجرادهارا»، بالإضافة إلى ختم رسمي من الإمبراطور وانلي في عام 1616. وقد لوحظ ذلك في سيرة الدالاي لاما الرابع التي ذكرت أن شخصا يدعى سوينام لوزوي قد سلم ختم الإمبراطور إلى الدالاي لاما؛ كما وقد دعا الإمبراطور وانلي يونتن جياتسو إلى بكين في عام 1616، ولكنه قد مات مثل من سبقه قبل أن يتمكن من القيام بالرحلة.
كتب كولماس أنه مع زيادة الوجود المغولي في التبت وبلوغه ذروته في غزو التبت من قِبَل زعيم منغولي في عام 1642، نظر أباطرة مينغ «إلى هذه التطورات في التبت بشكل غير مبالٍ.» ويضيف أن عدم اهتمام بلاط مينغ بالتبت كان أحد الأسباب التي جعلت المغول يغتنمون الفرصة لاستعادة التبت وهي تابعتهم القديمة و«ملء الفراغ السياسي مرة أخرى في ذلك البلد.» وكتب ليرد حول التحول الجماعي للمغول إلى البوذية التبتية في عهد ألتان خان أن «الصينيين قد راقبوا هذه التطورات باهتمام على الرغم من أن القليل من الصينيين أصبحوا بوذيين تبتيين متدينين.
»

### الحرب الأهلية وغزو غوشي خان

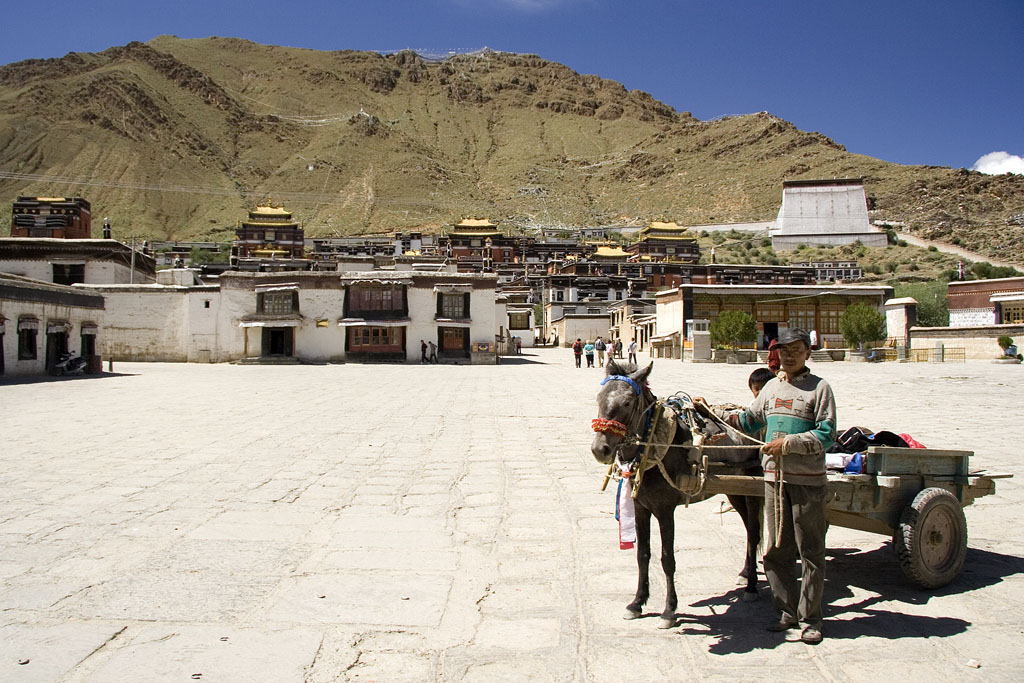
Tashilhunpo Monastery, established in 1447 by the غيندون دروب in شيغاتسي؛ the latter city was the Ü-Tsang kings' center of power during the late 16th century and first half of the 17th century.

في عام 1565، تمت الإطاحة بأمراء رينبونغ الأقوياء من قِبَل أحد وزرائهم وهو كارما تسيتين الذي وصف نفسه بأنه تسانغبا أي «أحد سلالة تسانغ»، وأسس قاعدته في شيغاتسي. الخليفة الثاني لملك تسانغ الأول وهو كارما فونتسوك نامجيال قام بالسيطرة على كامل التبت الوسطى (يو-تسانغ)، وحكم من 1611 إلى 1621.
على الرغم من ذلك، لا يزال قادة لاسا يزعمون ولائهم لسلالة فاغموردو وكذلك للجيلوغ، في حين تحالفن اليو تسانغ مع كارمابا. وتصاعدت التوترات بين الحاكم القومي لليو تسانغ -والمغول الذين حموا الدالاي لاما المغولي في لاسا. رفض الدالاي لاما الرابع إعطاء تابعين لملك يو تسانغ، مما أثار صراعًا عندما بدأ الأخير في الاعتداء على أديرة جيلوغ.
يكتب تشين عن التكهنات حول وفاة الدالاي لاما الرابعة الغامضة، ومؤامرة ملك يو تسانغ لقتله بتهمة «القاء لعنة» المرض عليه، على الرغم من ذلك، بحسب تشين، فإن القتل كان على الأرجح نتيجة للصراع على السلطة الإقطاعية. وفي عام 1618، أي بعد عامين فقط من وفاة يونتين جياتسو، اندلعت الحرب بينالجيلوغ والكارما كارغيو التي كانت مدعومة من قِبَل ملك يو تسانغ العلماني.
قتل حاكم يو تسانغ عددًا كبيرًا من كهنة جيلوغبا، واحتل أديرتهم في دريبانغ وسيرا ومنع بالقانة أي محاولات لايجاد دالاي لاما اخر. وفي عام 1621، توفي ملك يو تسانغ تبعه بالحكم ابنه الصغير كارما تينكيونغ، وهو حدث أعاق المجهود الحربي حيث وافق الأخير على أن يصبح لوزانغ جياتسو البالغ من العمر ست سنوات هو الدالاي لاما الجديد. على الرغم من الجهود الدبلوماسية التي بذلها الدالاي لاما الجديد للحفاظ على علاقات ودية مع حاكم يو تسانغ الجديد سونام رابتن (الذي حكم بين 1595–1657)، قام كبير أمناء الدالاي لاما وأمين الصندوق في دريبانغ ببذل جهودهم للإطاحة بملك يو تسانغ مما أدى إلى صراع آخر.
في عام 1633 هزم الجيلوغبا وعدة آلاف من أتباع المغول قوات ملك يو تسانغ بالقرب من لاسا قبل تسوية المفاوضات السلمية حيث كتب غولدشتاين أنه في هذا الأمر «كان المغول يلعبون مرة أخرى دورًا مهمًا في شؤون التبت، وهذه المرة بصفتهم الذراع العسكري للدالاي لاما.»

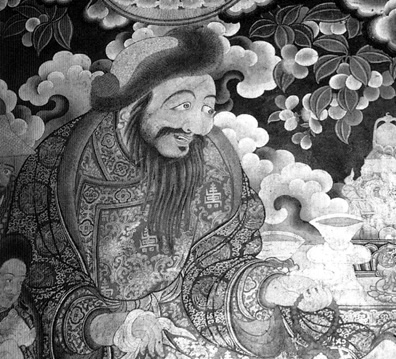
لوحة جدارية لجوشي خان من قصر بوتالا من القرن السابع عشر في لاسا.

عندما هدد حليف لحاكم تسانغ بتدمير جيلوجباس مرة أخرى، التمس الدالاي الخامس لاما لوزانغ جياتسو المساعدة من الأمير المغولي جوشي خان (1582-1655)، وهو زعيم قبيلة خوشوت (قوشوت) من مغول أويرات والذي كان في رحلة حج إلى لاسا. قبل جوشي خان دوره كحامي ومن الفترة بين 1637-1640، لم يهزم فحسب أعداء جيلوجباس في منطقتي امدو وخام بل وأعاد توطين قبيلته بالكامل في امدو. حث سونام تشوبل غوشي خان على مهاجمة قاعدة شيغاتسي ملك تسانغ، وهو الأمر الذي وافق عليه غوشي خان وحشد مساعدة رهبان جيلوج وأنصاره. في عام 1642، وبعد حصار شيغاتسي لمدة عام استسلمت قوات تسانغ ثم قبض غوشي خان على كارما تينكيونغ حاكم تسانغ وملك التبت وأعدمه بإجراءات موجزة.
بعد فترة وجيزة من الانتصار في تسانغ، نظم غوشي خان مراسم استقبال لوزانغ جياتسو بمجرد وصوله من رحلة يوم كامل من شيغاتسي، مقدمًا احتلاله للتبت كهدية للدالاي لاما. وفي احتفال ثان أقيم داخل القاعة الرئيسية لقلعة شيغاتسي، تَوَّجَ غوشي خان الدالاي لاما كحاكم للتبت لكنه منح السلطة الحاكمة الفعلية إلى الوصي على العرش سونام تشوبل. فعلى الرغم من أن غوشي خان قد منح الدالاي لاما «السلطة العليا» كما يكتب غولدشتاين إلا أن لقب «ملك التبت» قد تم منحه لغوشي خان حيث كان يقضى الصيف في المراعي شمال لاسا، وديقطن لاسا كل شتاء. يكتب فان براغ أنه في هذه المرحلة كان غوشي خان يسيطر على القوات المسلحة إلا أنه قبل تدني منزلته مقابل الدالاي لاما. وكتبت راوسكي أن الدالاي لاما تقاسم السلطة مع الوصي على العرش وغوشي خان خلال فترة حكمه المبكرة العلمانية والدينية. ومع ذلك، كما تذكر راوسكي، أنه في نهاية المطاف «قام بتوسعة سلطته الخاصة من خلال تقديم نفسه كأفالوكيتشفارا وأداء الطقوس»، من خلال بناء قصر بوتالا وغيرها من الأبنية على المواقع الدينية التقليدية ومن خلال التأكيد على تناسخ الأرواح عبر السير الذاتية المكتوبة. يذكر غولدشتاين أن حكومة غوشي خان والدالاي لاما اضطهدوا طائفة كارما كاجيو وصادروا ثرواتهم وممتلكاتهم وحتى أنهم حولوا أديرتهم إلى أديرة جيلوغ وكتبت راوسكي أن هذا الرعاية المغولية سمحت للجيلوجباس بالسيطرة على الطوائف الدينية المتنافسة في التبت.

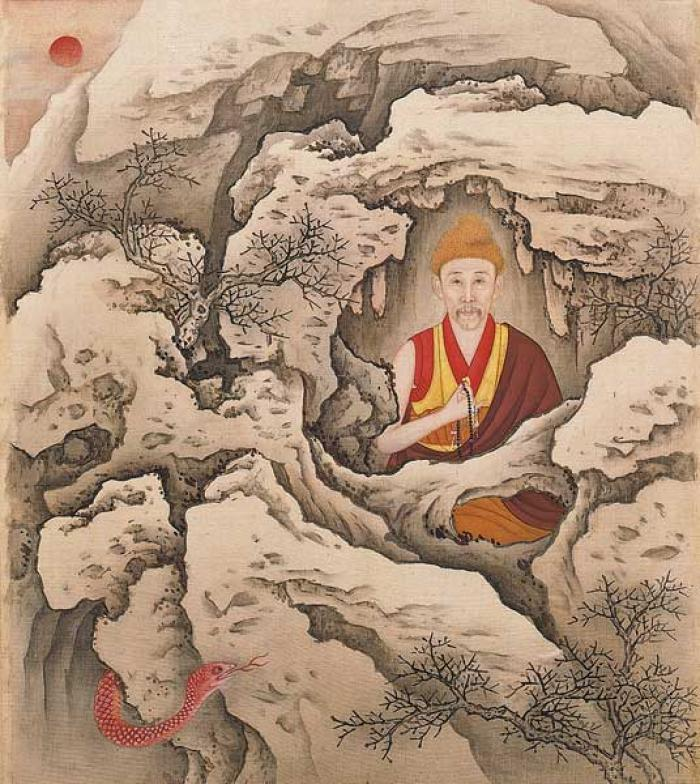
من ألبوم إمبراطور يونغ تشنغ في الأزياء، لفنانين محكمة مجهولين في فترة يونغ تشنغ (1723-1735).

وفي هذه الأثناء، سقطت سلالة مينغ الصينية أمام تمرد  لي تسي تشنغ  (1606-1645) في عام 1644، ومع ذلك تم سحق سلالة شون الخاصة به التي لم تعش طويلا بسبب غزو مانشو وجنرال الهان الصيني ووسانغي (1612-1678). ذكرت صحيفة تشاينا ديلي أنه عندما قامت سلالة تشينغ باستبدال سلالة مينغ، كانت مجرد «تعزيز لحكم التبت». ومع ذلك، يذكر كولماس أن الدالاي لاما كان شديد الانتباه لما يجري في الصين وقام بقبول دعوة مانشو في عام 1640، لإرسال مبعوثين إلى عاصمتهم في موكدين في عام 1642 قبل انهيار سلالة مينغ. كتب داوا نوربو وويليام روكهيل وجورج ن. باترسون أنه عندما دعا الإمبراطور شونزي (الذي حكم 1644-1661)، وهو من سلالة تشينغ، الدالاي لاما لوزانغ جياتسو الخامس إلى بكين عام 1652 قام شونزي بالتعامل مع الدالاي لاما كحاكم مستقل للتبت. وقد كتب باترسون أن هذا كان محاولة من شونزي لتأمين تحالف مع التبت من شأنه أن يؤدي في النهاية إلى إنشاء حكم مانشوعلى منغوليا وفي هذا الاجتماع مع إمبراطور تشينغ، يؤكد غولدشتاين أن الدالاي لاما لم يكن شخصًا يمكن العبث معه بسبب تحالفه مع القبائل المنغولية التي أعلن بعضها عن عداءه لتشينغ. ويذكر فان براغ أن التبت وسلطة الدالاي لاما معترف بها من قِبَل «إمبراطور مانشو والخان والأمراء المنغوليين وحكام لداخ ونيبال والهند وبوتان وسيكيم.»
عندما حاول مغول زنغهار توسعة أراضيهم من ما هو الآن شينجيانغ وصولا الى التبت، استجاب إمبراطور كانغشي (الذي حكم من 1661-1722) لمناشدات التيبيتيين للمساعدة من خلال بعثته الخاصة إلى التبت واحتلال لاسا في 1720. وبحلول 1751 خلال عهد حكم الإمبراطور تشيان لونغ (الذي حكم من 1735-1796)، تم إنشاء موقع عسكري تحت  الحماية الدائمة لسلالة تشينغ في التبت. أما بالنسبة لعام 1751 فقد كتب ألبرت كولب أن «ادعاء الصين بالسيادة على التبت يعود إلى هذا الوقت.»

## الأسماء والمصطلحات الأجنبية
بحسب تسلسل الورود
1. ↑  (بالصينية: 明朝)، (بالإنجليزية: The Ming dynasty)
2. ↑  Westphalian sovereignty
3. ↑  (بالصينية: 中国大陆)، (بالإنجليزية: Mainland Chinese)
4. ↑  Wang Jiawei
5. ↑  Nyima Gyaincain
6. ↑  (بالصينية: 大明帝国)، (بالإنجليزية: Empire of the Great Ming)
7. ↑  Turrell V. Wylie
8. ↑  Melvyn C. Goldstein
9. ↑  Helmut Hoffmann
10. ↑  Suzerainty